# Lillasjö (Karl Gustavs socken, Västergötland, 635445-130246)
Lillasjö är en sjö i Varbergs kommun i Västergötland och ingår i Viskans huvudavrinningsområde.